# Síndrome de Landau-Kleffner
A Síndrome de Landau-Kleffner (SLK) é uma forma rara de epilepsia infantil que resulta em sérios transtornos de linguagem. De etiologia desconhecida, alguns especialistas sugerem uma disfunção no sistema imunológico, exposição a um vírus ou traumatismo craniano. Esta afecção afeta crianças previamente normais, e sua principal característica é a grande ou súbita diminuição da habilidade de entender e usar a linguagem falada.
Essa síndrome foi descrita pela primeira vez em 1957 pelos médicos William M. Landau e Frank R. Kleffner, que identificaram seis crianças com as características descritas anteriormente. Desde então, mais de 160 casos foram relatados entre os anos de 1957 e 1990.
Todas as crianças com SLK possuem ondas elétricas cerebrais anormais no lobo temporal e na região temporal-parietal-occipital durante o sono, que podem ser documentadas por um eletroencefalograma (EEG), um aparelho que registra a atividade elétrica do cérebro. Existem nessa síndrome, alterações de comportamento que podem se confundir com o quadro autístico, por exemplo: evitar contato com a família e os amigos (sendo este um sintoma bastante comum), bater seguidas vezes com o talher na comida, distúrbios do sono, ataques de raiva e agressão, insensibilidade à dor, e brincadeiras bizarras, inadequadas ou repetitivas para a sua idade.
Uma das dificuldades que mais afetam essas crianças é a disfunção da linguagem, a ponto de não conseguirem entender nem mesmo o próprio nome. As crianças com SLK têm dificuldades em reconhecer os sons do ambiente, pois se comportam como se fossem  surdas. Algumas crianças podem recuperar completamente sua linguagem, mas muitas acabam apresentando dificuldades de comunicação permanentes. Essa deterioração da linguagem e o comprometimento das interações sociais podem levar a criança a uma regressão de suas capacidades e a um estado de extrema apatia que, frequentemente, se alterna com períodos de comportamento hiperativo.
O prognóstico na Síndrome de Landau-Kleffner é variável e não há tratamento específico. O uso de corticosteroides é considerado benéfico, mas, recentemente, tem sido sugerido o tratamento cirúrgico através de transecção múltipla subpial. A Síndrome de Landau-Kleffner acomete mais crianças em desenvolvimento que estão entre três e sete anos de idade. Por razões desconhecidas, essas crianças começam a ter dificuldade em entender o que lhes é dito, um distúrbio que pode ocorrer lenta ou abruptamente. Os pais frequentemente pensam que a criança está com um problema de audição ou que ficou repentinamente surda. No entanto, testes audiométricos realizados em crianças portadoras dessa síndrome mostram que a audição está intacta. Constata-se, também, que as crianças podem apresentar comportamentos autistas, atraso no desenvolvimento mental e uma inabilidade para entender palavras, o que afeta a linguagem falada e pode progredir para uma perda completa da habilidade de falar (mutismo).